# UFC Fight Night: Shogun vs. Smith
UFC Fight Night: Shogun vs. Smith var en MMA-gala som arrangerades av Ultimate Fighting Championship och ägde rum 22 juli 2018 i Hamburg i Tyskland.